# إيقاف الخسائر (فلم)
Stop-Loss هو فيلم درامي حربي أمريكي صدر عام 2008 من إخراج كيمبرلي بيرس وبطولة ريان فيليب وتشانينج تاتوم وأبي كورنيش وجوزيف جوردون ليفيت في دور جنود شباب تركتهم تجربتهم في حرب العراق محطمين نفسياً . تم توزيعه بواسطة شركة باراماونت بيكتشرز وإنتاجه بواسطة شركة إم تي في فيلمز . تلقى الفيلم مراجعات متباينة ،  وحصل على أقل من نصف ميزانية إنتاجه البالغة 25 مليون دولار في شباك التذاكر . يشير العنوان إلى سياسة وقف الخسارة المثيرة للجدل التي تنتهجها حكومة الولايات المتحدة ، والتي تسمح للحكومة بتمديد مدة خدمة الجنود الذين قضوا بالفعل عدد سنوات الخدمة التعاقدية الخاصة بهم .

## الحبكة
الرقيب براندون كينج من الجيش الأمريكي يقود فرقة متمركزة في تكريت أثناء حرب العراق . يبدأ الفيلم بلقطات من جولة الفريق ، موضحًا أن لديهم 28 يومًا قبل العودة إلى الولايات المتحدة . أثناء أداء واجبهم عند نقطة تفتيش ، سمع أفراد الفرقة طلقات نارية ، وبعدها مرت سيارة مسرعة مليئة بالمتمردين ، أطلق أحدهم النار عليهم من بندقية AK-47 . يقفز رجال الملك إلى سياراتهم العسكرية ويتبعون المتمردين إلى الزقاق . عندما يخرج الجنود من سياراتهم ، يقوم المتمردون بمهاجمتهم من فوق سطوح المنازل .
وبينما يستمر تبادل إطلاق النار ، يتم إطلاق قذيفة صاروخية ( RPG ) ، مما يؤدي إلى تدمير إحدى سيارات الهامفي و مقتل جنديين بداخلها . وبعد وقت قصير ، تم إطلاق قذيفة آر بي جي أخرى ، مما أدى إلى انفجار مركبة عراقية . كان الجندي تومي بورجيس ، أحد أفراد الفرقة ، بالقرب من السيارة عندما انطلقت قذيفة آر بي جي ، لكن جنديًا آخر ، وهو الجندي ريكو رودريجيز ، انقضّ على بورجيس وأنقذه . وقد أدى ذلك إلى إصابة الجندي رودريجيز بجروح بالغة . و بعد فترة وجيزة ، أصيب زميل الفريق بول " بريتشر " كولستون ، وهو صديق مقرب لتومي ، برصاصة في الرقبة و الفك أمام تومي ، وقتل على الفور .
لاحقًا ، عندما دخل الرقيب كينغ منزلًا لمساعدة صديقه القديم و عضو الفرقة الرقيب ستيف شرايفر ، اكتشف أنه قتل عن طريق الخطأ عددًا من المدنيين العراقيين بإلقاء قنبلة يدوية لقتل أحد المتمردين في غرفة ، دون أن يعلم بوجود أي مدنيين في المنطقة . يبدو أن براندون مصدوم و ينتهي الكمين بمقتل ثلاثة جنود .
عند عودتهم إلى مسقط رأسهم في تكساس في برازوس ، تم تزيين براندون و ستيف بالنجمة البرونزية و وسام القلب الأرجواني في حفل رسمي . يأخذ أحد أعضاء مجلس الشيوخ الأمريكي براندون جانبًا بعد الحفل ويعرض عليه المساعدة بأي طريقة يستطيعها . في تلك الليلة ، يظهر ستيف آثار اضطراب ما بعد الصدمة . يسكر و يحفر خندقًا في الفناء الأمامي لمنزله ، و يضرب خطيبته ميشيل في وجهها . عندما يأتي براندون للتحقق من ستيف ، فإنه غير قادر على التواصل معه . تومي يقود سيارته و هو في حالة سكر بعد أن طردته زوجته .
في اليوم التالي ، يقترح براندون أن يذهب الجميع إلى " المزرعة " ، وهي كوخ صغير في الغابة يقع خارج المدينة . يقضي الرجال وقتهم بالشرب و مشاهدة تومي وهو يطلق النار على هدايا زفافه ، بعد أن قرأ صديقهم شورتي البطاقات . عند سماع الضجة ، يستيقظ ستيف وهو تحت تأثير الخمر و يطلق النار على البطاقات لإسكاتهم و إظهار مهاراته في القنص . في اليوم التالي ، يذهب براندون و تومي و ستيف إلى قاعدتهم العسكرية . عندما يصل براندون متوقعًا تسريحه ، يُؤمر بشكل غير متوقع بالعودة إلى الخدمة الفعلية في العراق ، استنادًا إلى سياسة وقف الخسارة المثيرة للجدل في الجيش ، و التي تتطلب من الجنود الذين أكملوا جولاتهم المطلوبة من الخدمة العودة إلى الحرب . يرفض الامتثال و يختفي بدون إذن ، ويصبح هاربًا .
تتعاطف ميشيل مع رفض براندون و تعرض عليه السفر معه إلى واشنطن العاصمة لرؤية السيناتور الذي عرض مساعدة براندون في وقت سابق . أثناء رحلة بالسيارة تستغرق عدة أيام إلى واشنطن العاصمة ، اتصل براندون بمكتب السيناتور و أُبلغ أنه نظرًا لأنه أصبح هاربًا الآن ، فإن السيناتور غير مهتم برؤيته . يزور براندون و ميشيل أيضًا عائلة بول " بريتشر " كولسون ، أحد الجنود الثلاثة تحت قيادة براندون الذين قُتلوا في كمين الزقاق ، و يقابلان جنديًا آخر غائبًا بدون إذن ، و الذي يوصي بمحامٍ لمساعدته في ترتيب وثائق تسريح مزورة حتى يتمكن من إنشاء هوية جديدة في كندا .
كما يزورون ريكو رودريجيز ، الجندي الذي أصيب بالعمى ، وفقد ذراعه اليمنى و ساقه ، وأصيب بحروق في وجهه بسبب إنقاذه تومي من قنبلة صاروخية ، في وقت سابق أثناء الكمين في العراق . بعد أن تتصل ميشيل بستيف لإخباره بموقعهم الدقيق ، يصل بالزي الرسمي ليأخذ براندون مرة أخرى ، ويخبر ميشيل أنه تطوع للعودة إلى العراق . يرفض براندون العودة و تغضب ميشيل من ستيف بسبب عودته إلى الجيش و تنهي علاقتهما . يصل براندون و ميشيل أخيرًا إلى مدينة نيويورك و يلتقيان بالمحامي ، الذي يعطي براندون أوراقًا مزورة و جواز سفر يسمح له بالفرار إلى كندا مقابل دفع 1000 دولار . تومي ، الذي يعاني من الاكتئاب بعد تسريحه من الجيش ، ينتحر ، يعود براندون لزيارة قبر تومي مباشرة بعد الجنازة ، فقط لينتهي به الأمر في نزاع مع ستيف ، يتحول في النهاية إلى معركة جسدية تنتهي بمغادرة براندون للمقبرة و بكاء ستيف .
يسافر براندون و والدته و ميشيل بالسيارة إلى الحدود المكسيكية ، لكن براندون يقرر في النهاية أنه لا يريد التخلي عن كل ما عرفه على الإطلاق . ويخبر والدته و ميشيل أيضًا أنه إذا ذهب إلى المكسيك فلن يتمكن أبدًا من ترك الحرب خلفه . المشهد الأخير يصور حافلة مليئة بالجنود ، بما في ذلك براندون و ستيف ، وهم عائدون إلى الحرب .

## طاقم التمثيل
- ريان فيليب as Staff Sergeant Brandon Leonard King
- آبي كورنيش as Michelle Overton
- تشانينج تيتوم as Sergeant Steve Shriver
- أونور بيرنا فليالمسدوتر as Brianna King
- جوزيف غوردون-ليفيت as Private First Class Tommy Burgess
- تيموثي أوليفانت as Lieutenant Colonel Boot Miller
- فيكتور راسيك as Private Rico Rodriguez
- Rob Brown as Isaac "Eyeball" Butler
- Terry Quay as Paul "Preacher" Colson
- جوزيف سومر as Senator Orton Worrell
- ليندا إموند as Ida King
- كيران هايندز as Roy King
- مامي غومر as Jeanie Burgess
- أليكس فروست as "Shorty" Shriver
- توري كيتلز as Josh
- ستيفن سترايت as Michael Colson

## الانتاج
بدأ التصوير الرئيسي في أغسطس 2006 في المغرب و مواقع مختلفة في تكساس - أوستن ، لوكهارت ، سان أنطونيو و أوهلاند .  

## وسائل الإعلام المنزلية
تم إصدار الفيلم على DVD في 8 يوليو 2008 . 

## الاستقبال النقدي

### اراء النقاد
أفاد موقع Rotten Tomatoes بنسبة موافقة بلغت 64% ، بناءً على 143 مراجعة ، بمتوسط تقييم 6.27/10 ، و الإجماع : " فيلم Stop-Loss صادق و معقد ، و يتميز بأداء قوي ، حتى وإن حاول تغطية مساحة كبيرة ". و أفاد موقع Metacritic أن متوسط تقييم الفيلم بلغ 61 من 100 ، بناءً على 35 مراجعة .  كان الفيلم واحدًا من سلسلة أفلام عن حرب العراق صدرت في الفترة 2006-2009 بعناوين مثل ؛ موطن الشجعان لإروين و ينكلر ، و التمثيل لجافين هود ، و المحرر لبريان دي بالما ، وفي وادي إيلاه لبول هاجيس و الرسول لأورين موفيرمان ، وقد لم تحقق جميعها نجاحًا كبيرًا في شباك التذاكر ، و تلقت جميعها ، إلى جانب في وادي إيلاه و الرسول ، مراجعات نقدية متوسطة .   وصف جيمس بيراردينيلي الفيلم بأنه " وعظي ، بسيط و غير مثير للاهتمام "، وأشار إلى أنه ليس أكثر فعالية من أفلام حرب العراق الأخيرة في محاولة سرد قصة " بفرضية أساسية " مفادها أن " الحرب جحيم ، و الحكومة الأمريكية مخادعة ، و الجنود يتعرضون لأضرار لا يمكن إصلاحها ".  شعر بيتر ترافرز أن فيلم Stop Loss " يلمس العظمة " على الرغم مما أسماه " لعنة معلقة به "، و " لديه القدرة على كسر النحس ". 

### شباك التذاكر
كان الفيلم قنبلة شباك التذاكر . في عطلة نهاية الأسبوع الافتتاحية ، حقق الفيلم 4.5 مليون دولار فقط في 1291 مسرحًا في الولايات المتحدة و كندا ، ليحتل المرتبة الثامنة في شباك التذاكر .   اعتبارًا من 17 يونيو 2008 ، حقق الفيلم إيرادات إجمالية بلغت 10.9 مليون دولار في الولايات المتحدة و كندا وأكثر من 16000 دولار في مناطق أخرى .  بلغت ميزانية الفيلم حوالي 25 مليون دولار أمريكي ، وحقق إيرادات بلغت 11 مليون دولار أمريكي فقط على مستوى العالم ، أي أقل من نصف ميزانيته . 

## روابط خارجية
- الموقع الرسمي
- Stop-Loss  في قاعدة بيانات الأفلام على الإنترنت (بالإنجليزية)
- Stop-Loss في موقع بوكس أوفيس موجو.
- Stop-Loss في روتن توميتوز.
- Kimberly Peirce's interview with The Young Turks.